# Militärflugplatz Dübendorf

i7
i11
i13
Der Militärflugplatz Dübendorf (ICAO-Code LSMD) befindet sich auf dem Gebiet der gleichnamigen Schweizer Stadt Dübendorf sowie der Gemeinden Volketswil und Wangen-Brüttisellen nordöstlich der Stadt Zürich. Er wird von Helikoptern, Flächen- und Spezialflugzeugen der Schweizer Luftwaffe, aber nicht mehr von Kampfjets genutzt. Zudem beherbergt er die operative Führung der Schweizer Luftwaffe.
Der 1910 für zivile Zwecke angelegte Flugplatz wird gemäss geltendem Konzept des Bundesrates vom 3. September 2014 gemischt zivil und militärisch genutzt. Diesen zivilaviatischen Plänen des Bundes wird aus der Region und dem Kanton Zürich Widerstand geleistet. So machen sich die Standortgemeinden Dübendorf, Volketswil und Wangen-Brüttisellen gemeinsam für ein Konzept eines historischen Flugplatzes mit Werkflügen stark, der die Anzahl der Flugbewegungen beschränkt und insbesondere auf die Klein- und Sportfliegerei sowie auf Flüge ausserhalb der Bürozeiten verzichtet. Die Stimmberechtigten der drei Gemeinden haben diesem Konzept am 26. November 2017 mit grosser Mehrheit zugestimmt.

## Geschichte

### Frühe Jahre mit gemischter Nutzung

Flugzeuggeschwader im Ersten Weltkrieg

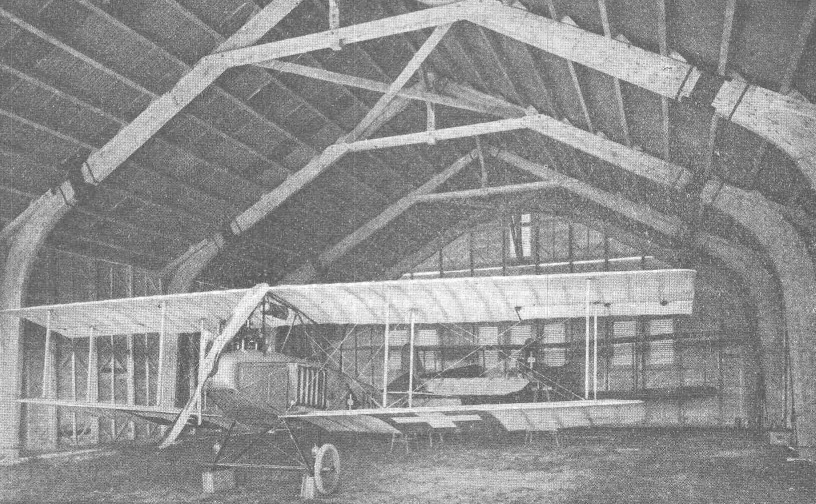
Flugzeug in einem Holzhangar, ca. 1918

Im Jahre 1909 fand der französische Aviatiker Reynold Jaboulin auf der Suche nach einem geeigneten Startplatz für seine Demonstrationsflüge mit einer «Flugmaschine» die Ebene zwischen Wangen und Dübendorf, damals noch urtümliches Riedland mit schilfbestandenen Tümpeln.
Am 14. März 1910 wurde bereits ein Pachtvertrag zur Errichtung eines zivilen Flugfeldes abgeschlossen. Im August 1910 begannen die Meliorationsarbeiten unter Jaboulins Leitung, und am 1. Oktober 1910 wurde die Genossenschaft Aérodrom Dübendorf gegründet. Bereits am 22. Oktober 1910 konnte in Dübendorf ein grosses Flugfest gefeiert werden. Dies nach anfänglichen Wirren um den definitiven Standort des Flugplatzes, denn zwischenzeitlich war der Schweizerischen Flugplatz-Gesellschaft (SFG) trockenes, sofort betriebsbereites Terrain auf dem Gebiet der Aargauer Gemeinde Spreitenbach zu viel billigeren Bedingungen offeriert worden. Am 28. September 1910 hatte die Gesellschaft denn auch verzichtet, in den Vertrag mit Dübendorf einzutreten. An der Generalversammlung der SFG vom 20. Februar 1911 wurde das Eintreten in den Pachtvertrag mit der Genossenschaft Oberried-Dübendorf beschlossen.
1912 war das Geld ausgegangen, und aus Hangars wurden Scheunen. 1914 wählte der Bund Dübendorf als Standort für einen Militärflugplatz. Das Gelände wurde vorerst gepachtet. Am 27. November 1918 kaufte der Bund das ganze Areal für 380'000 Franken.
Nach dem Ersten Weltkrieg wurde ab Zürich-Schwamendingen und ab der Wasserflugzeugstation am Zürichhorn lokaler Luftverkehr aufgenommen. Später wurde Dübendorf zum Hauptflugplatz erklärt, von wo aus auch internationale Personenflüge aufgenommen wurden.

Auguste Piccards Ballonkugel 1932 vor dem Hangar in Dübendorf

Dübendorf wurde zur Wiege der Schweizer Luftfahrt, sowohl in zivilaviatischer als auch in militärischer Hinsicht. Teile der Schweizerischen Fliegertruppe (heute Luftwaffe) sind seit 1914 bis heute hier aktiv. Flugpioniere wie Oskar Bider, welcher hier tödlich verunglückte, Alfred Comte und Walter Mittelholzer, einer der Mitbegründer der Swissair, haben den Flugplatz für ihre fliegerischen Aktivitäten genutzt. Am 18. August 1932 stieg Auguste Piccard mit dem belgischen Physiker Max Cosyns (1906–1998) von Dübendorf zum zweiten Mal mit einem Gasballon auf. Sie stellten mit 16'940 Metern (geometrische Messung, barometrisch 16'201 Meter) einen neuen Weltrekord auf.
Am Flugplatz Dübendorf wurden bereits früh neue Kommunikationstechnologien eingesetzt. Die Funktechnik wurde hier für die Flugsicherung verwendet und sowohl für die Zivilluftfahrt als auch fürs Militär genutzt. Eine erste Funkstation nahm 1919 ihren Betrieb auf. Für den ab 1922 internationalen Flugbetrieb wurden Erweiterungen durchgeführt.
Am 1. Juni 1922 eröffnete Henry Pillichody die erste schweizerische zivile Luftverkehrslinie: Mit einer vierplätzigen Junkers J 13 der Ad Astra Aero bot er einen flugplanmässigen Doppelkurs Genf – Dübendorf – Fürth/Nürnberg und zurück an. Da der kommerzielle Flugbetrieb eines Nachrichtenmittels bedarf, das schneller ist als das Flugzeug selber, bediente man sich seither der Funkstation Dübendorf/Kloten auch für den zivilen Flugverkehr.
Am 14. September 1930 verwarf das Zürcher Stimmvolk einen Kredit von 3,5 Millionen Franken für die Erstellung von Hochbauten auf dem Flugplatz. Das Eidgenössische Luftamt stellte daraufhin für einen Zollflugplatz erster Klasse zwei bis am 1. Mai 1931 zu erfüllende Forderungen: den Bau eines Abfertigungsgebäudes mit allen technischen und dienstlichen Einrichtungen und zweitens die Errichtung eines Hangars für zwei Grossflugzeuge mit 40 Metern Torweite sowie eines weiteren Hangars für gewerbsmässigen Verkehr.

1931: Die erste erstellte Werfthalle der Swissair in Bildmitte, das Abfertigungsgebäude existiert aber noch nicht

Der Regierungsrat legte darauf eine Vorlage vor, die den Bau der grossen Halle für einen in der Kompetenz des Kantonsrats liegenden Betrag von 500'000 Franken vorsah. Die Konzentration des Flugzeugunterhalts der 1931 neu gegründeten Swissair mit bis zu 70 Mechanikern war ebenfalls an den misslichen Verhältnissen in Dübendorf gescheitert, weshalb Basel den Bau einer heizbaren Werfthalle angeboten hatte. Am 22. Mai 1931 fand die Gründungsversammlung für eine Genossenschaft statt, welche zahlreiche Interessengruppen und Verbände umfasste. Ziel war eine «einfache, aber für einige Jahre ausreichende ausbaufähige Anlage». Auf Studienreisen wurden Anlagen in Stuttgart besichtigt sowie die nicht in Frage kommende «imposante» Anlage in München. Das Bauprojekt der Firma Kündig und Dietiker wurde mehrfach geändert und neu berechnet: Die private, aber nicht gewinnorientierte Gesellschaft sollte auf privatwirtschaftlicher Basis die Hochbauten erstellen zu den vom Kanton Zürich zu erstellenden Tiefbauten. Die Bauten müssten dann vom Kanton als Betreiber des Flugplatzes gemietet werden mit einem Heimfallrecht. Ohnehin mussten die bisherigen Betriebsräumlichkeiten auf Anweisung des Militärflugplatzes bis 1. Januar 1932 geräumt werden.
Im Jahre 1932 wurde auf der zivilen Seite des Flugplatzareals das neue Abfertigungsgebäude eröffnet. Es liegt ein umfangreicher Inventarisationsbericht des Architekten und Denkmalpflegers Pit Wyss vor. In diesem unter Schutz gestellten Gebäude ist noch ein Wandmosaik mit dem damaligen Streckennetz der Swissair erhalten.
1932 zeigte Willi Farner am internationalen Flugmeeting von Zürich in Dübendorf ein Kunstflugprogramm auf dem selbst gebauten Typ W.F. 5. Laut Angaben aus Grenchen, dem Ort seines beruflichen Wirkens, war dies eine Weltneuheit.
Ein 1939 gedrehter Film mit dem Titel «Der schönste Tag meines Lebens» informierte über den Flugbetrieb in Dübendorf und die Entwicklung der Swissair.
1937 folgte für den Zivilluftverkehr die Erweiterung um ein Landefunkfeuer des Typs Lorenzbake, das Flugzeugen aus Richtung Eglisau her kommend die Richtung zum Flugplatz auch bei schlechter Sicht wies. Die Höhe musste selbständig eingehalten werden, als Hilfe bekamen Flugzeuge einmal ein Funkzeichen, wenn sie drei Kilometer vor der Piste waren, und ein weiteres Zeichen erst 300 Meter vor dem Flugplatz.
Die Swissair setzte Flugzeuge der Typen Fokker F.VII, Messerschmitt M18, Comte AC-4, Lockheed 9 Orion, Clark G.A. 43, Curtiss AT-32C Condor II, Douglas DC-2, Junkers Ju 86 Z, Douglas DC-3 und zuletzt Douglas DC-4 im Personenverkehr ab Dübendorf ein.

Anblick von Norden 1949 auf die seit 1932 zivile Seite des Flugplatzes mit der Werfthalle hinten und dem Abfertigungsgebäude im Vordergrund

Nach der 1939 erfolgten vorsorglichen Aufkündigung der gemeinsamen Nutzung des Flugplatzes durch den Bund entschied der Kanton Zürich 1943, einen rein zivilen Flugplatz in Kloten zu bauen. Der Umzug der Swissair von ihrem damaligen Heimatflughafen Dübendorf-Wangen auf den neu erstellten interkontinentalen Flughafen Zürich-Kloten begann im Juni 1948 mit Inbetriebnahme der Westpiste und wurde mit Inbetriebnahme der Blindlandepiste im November 1948 vollzogen. Am 30. April 1949 wurde die Flotte der Motorfluggruppe Zürich von der damaligen Sportflugzeug-Halle in einem Staffelflug nach Kloten verlegt. Nachdem auch die verbliebenen technischen Abteilungen der Swissair Ende April 1949 nach Kloten verlegt worden waren, wurde der bisher gemischtaviatisch genutzte Flugplatz zum reinen Militärflugplatz.

### Militärflugplatz der Schweizer Luftwaffe

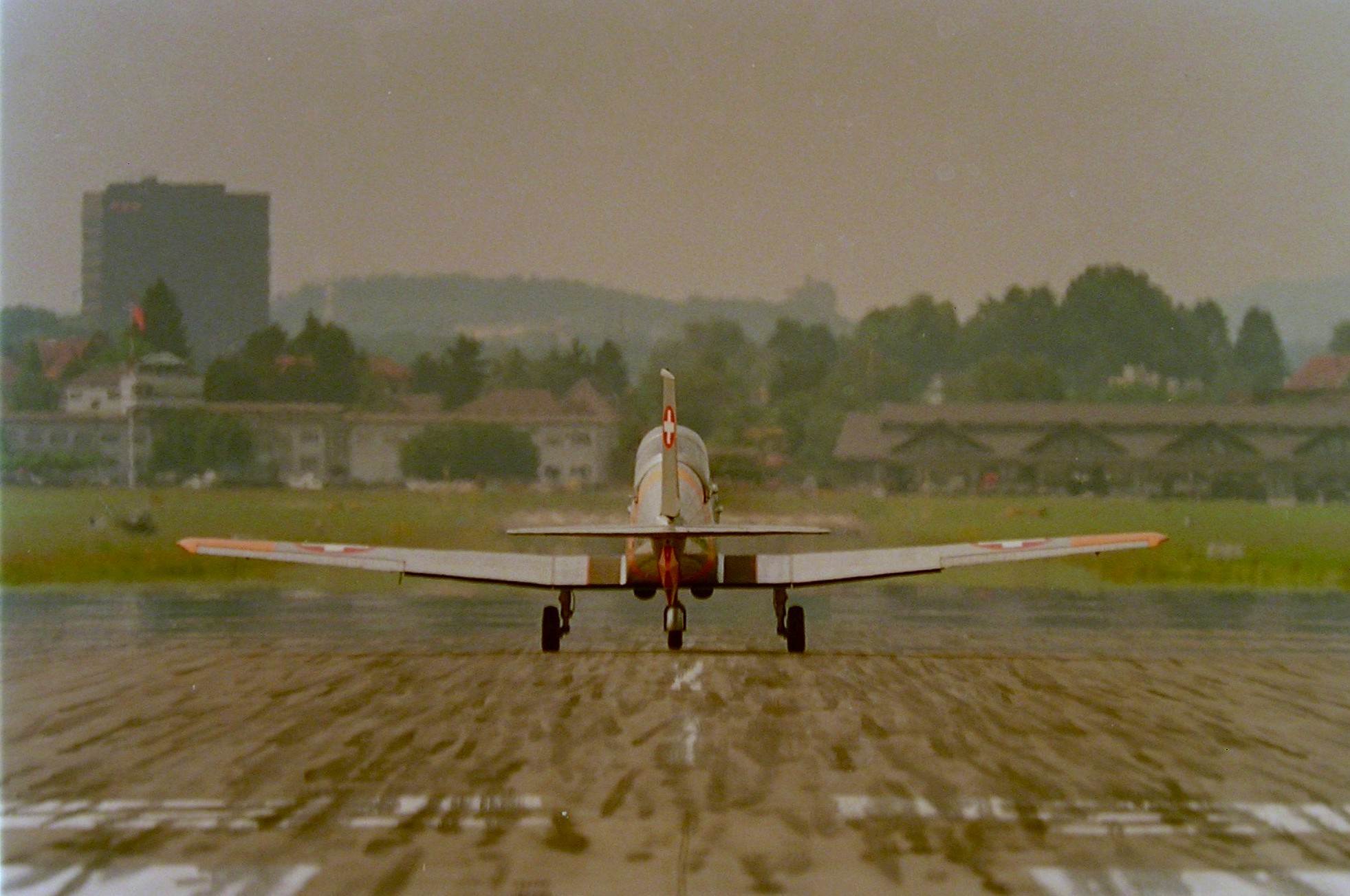
Piste in Richtung Dübendorf gesehen, im Hintergrund der Turm des Glattzentrums

Hauptmann Theodor Real bezog 1914 mit seiner Fliegertruppe, deren Piloten zum Teil ihre privaten Flugmaschinen mitbrachten, auf dem Flugplatz die ersten Gebäude.
Bis zum Jahr 1923 handelte es sich um ein reines Grasfeld ohne befestigte Rollwege oder Pisten. Erst 1942 wurde die erste Hartbelagpiste mit einer Länge von 600 Metern fertig gestellt. Nach der Einführung der «Vampires» wurde ein Ausbau notwendig, die Piste 1 wurde auf 1030 Meter verlängert. Im Jahr 1950 wurde die in der Zwischenzeit erstellte Piste 2 von 500 × 20 Meter auf 1440 × 40 Meter ausgebaut. Die nunmehrige Hauptpiste wurde 1956 auf 1800 Meter, im 1959 auf 2500 Meter nach Osten verlängert. Ab dem Jahr 1964 waren Flugzeuge vom Typ Hawker Hunter zunächst als Doppelpatrouille für Flugvorführungen eingesetzt worden. Daraus entwickelte sich die Patrouille Suisse, welche von ihrer Gründung am 22. August 1964 bis 1994 auf dem Flugplatz Dübendorf stationiert war, ebenso wie die Aufklärungsflugzeuge Mirage III RS, welche bis 2003 ab Dübendorf flogen.
Das Pistensystem wurde mit einer Verlängerung auf effektiv 2750 m den Ansprüchen angepasst und ein Instrumentenlandesystem (ILS) installiert, das Landungen auch bei schlechter Sicht erlaubt. Der Militärflugplatz Dübendorf war auch die Haupteinsatzbasis des Militär-Helikopter-Rettungsdienstes. Der Höhepunkt der Aktivitäten wurde gemäss der Bewegungsstatistik LENK im Jahr 1985 mit insgesamt 46'484 Flugbewegungen erzielt, wovon 31'174 Jetflugbewegungen von Mirages, Tigers, Hunters und Vampires waren.

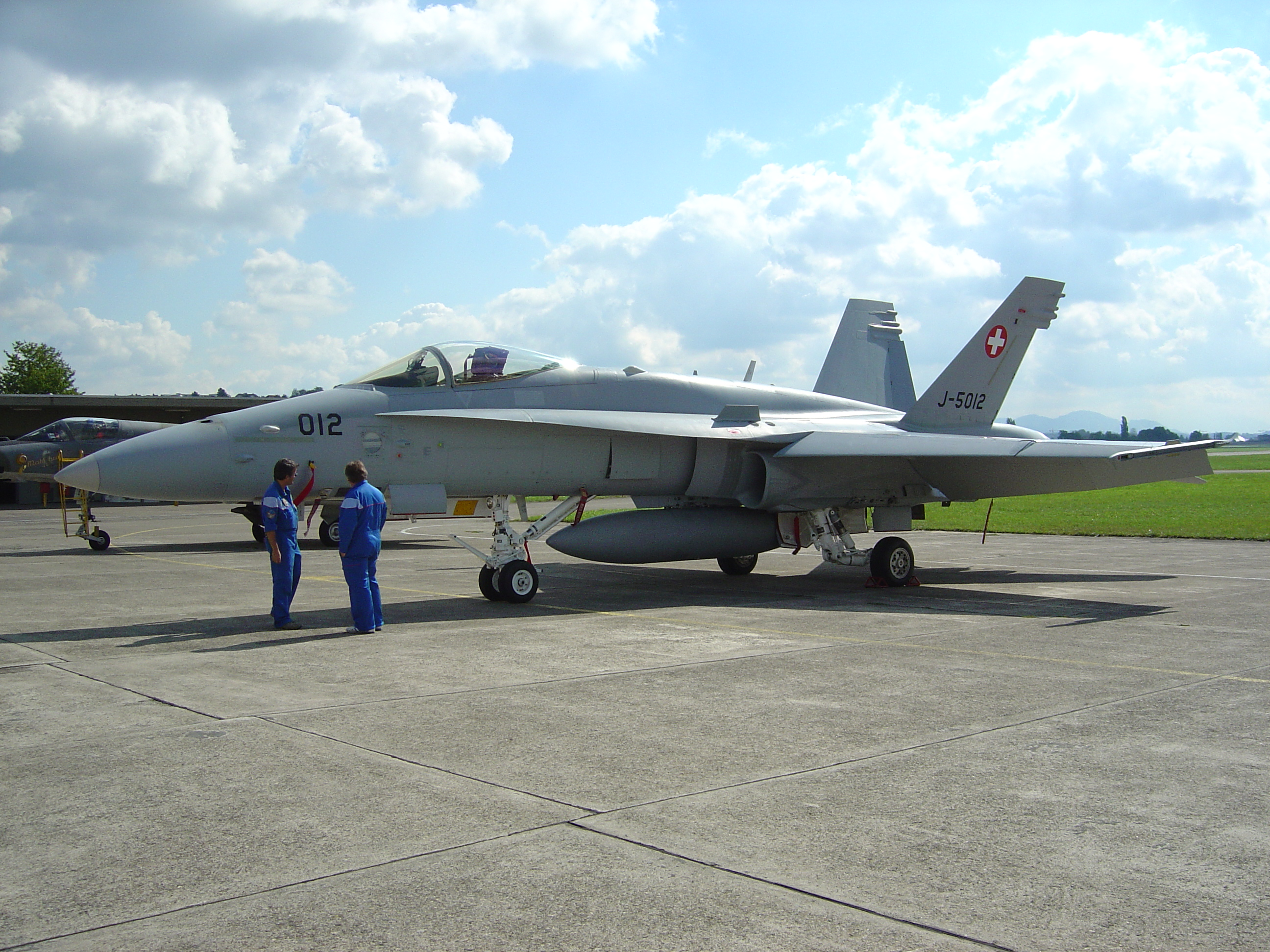
Eine F/A-18 «Hornet» im Sommer 2003 auf dem Flugplatz

„Beim Militärflugplatz Dübendorf handelt es sich um den zweitwichtigsten Flugplatz unserer Luftwaffe.“

Das Überwachungsgeschwader (UeG) war von seiner Gründung im Jahre 1941 bis zu seiner Auflösung am 31. Dezember 2005 in Dübendorf im ehemaligen Swissair-Terminal stationiert. Das Personal des UeGs wurde in das neu gebildete Berufsfliegerkorps übergeführt. Auch die Luftaufklärung war in Dübendorf stationiert und flog bis 18. Dezember 2003 ab Dübendorf mit der Mirage III RS.
Der Flugplatz wurde am Schluss der Jetfliegerei insbesondere von der Fliegerstaffel 11 mit Kampfflugzeugen vom Typ McDonnell Douglas F/A-18 bis 16. Dezember 2005 genutzt. Die an beiden Pistenenden vorhandene, 2005 entfernte, Fangseilanlage für F/A-18 und F-5 war bündig in der Piste versenkbar, damit sie kein Hindernis für Kleinflugzeuge darstellte.
Im Rahmen eines neuen Stationierungskonzeptes der Schweizer Armee aus dem Jahr 2005 sollte der Flugplatz Ende 2010 (mit Option 2014) geschlossen werden. Der Jetflugbetrieb mit dem Typ F/A-18 wurde aus personellen Gründen Mitte August 2005 beendet. Am 16. Dezember 2005 wurde in Dübendorf der Jetflugbetrieb auch offiziell eingestellt. Am 1. April 2016 wurde die F-5F J-3202 als Leihgabe der Luftwaffe ins Flieger-Flab-Museum transferiert.
Im August und September 2023 nutzten nach Jahren erstmals wieder Kampfjets den Flugplatz, da am Flugplatz Emmen gebaut wurde. Flieger der Patrouille Suisse, zwei F/A-18 der Luftwaffe und eine F-16 des belgischen Solo Display Teams, die an Flugvorführungen in der Ostschweiz (Airshow ZigAirMeet in Mollis, Jubiläum Flughafen Kloten) flogen, nutzen Dübendorf als Basis.

### Nutzung nach Abzug der Kampfjets
Der Schliessungsentscheid des VBS führte zu jahrelangen Diskussionen um die künftige Nutzung des weitläufigen Areals an zentraler Lage in der Zürcher Agglomeration. Im März 2008 teilte der Regierungsrat des Kantons Zürich dem VBS mit, dass er erwarte, dass von der bestehenden Option Gebrauch gemacht würde und der Flugplatz nicht vor 2014 geschlossen werde. Schon vorher hatten Parlamentsmitglieder eine Motion eingereicht und verlangt, dass das Stationierungskonzept der Luftwaffe überprüft werden sollte. Am 9. Mai und 13. Oktober 2008 kommunizierte das VBS, dass das Standortkonzept betreffend Dübendorf überprüft werde. Ab 2008 war der Militärflugplatz dem Flugplatzkommando Alpnach unterstellt.
Im Februar 2013 erklärte der Schweizer Bundesrat, dass der Betrieb der Piste aus finanziellen Gründen nach 2014 rein militärisch nicht weiter aufrechterhalten werde. Das VBS suche einen Partner, der den Flugplatz für 20 Jahre bei ziviler Mitbenutzung betreiben könnte. Das VBS teilte mit, es wolle den Flugplatz nur noch als Helikopterbasis nutzen.
Während der Diskussionszeit wurden mehrere Interessensgruppen formiert, die sich für den Erhalt des Flugplatzes in der einen oder anderen Form einsetzen. Einige Gegner der Pläne des Bundesrats befürchten eine Zunahme des Flugverkehrs. Andere Interessensgruppen fordern den Erhalt des Flugplatzes Dübendorf für weitere aviatische Nutzung. Die Forderungen reichten von der Richtplaneintragung als Luftfahrtinfrastruktur bis zur Erhaltung als kantonales Kulturgut des „ältesten als ziviler Flugplatz gegründeten sowie nahezu vollständig erhaltenen ehemaligen Verkehrsflugplatzes Europas“, wenn möglich sogar als UNESCO-Weltkulturerbe, was vom Bundesrat abgelehnt wurde.
In der Diskussion war der Regierungsrat des Kantons Zürich generell gegen eine zivile Nutzung des Flugplatzes mit einer Verlagerung des Geschäftsflugverkehrs von Kloten nach Dübendorf. Die Gemeinden wollten sich zudem gegen den Lärm des Heliports wehren. Der Zürcher Kantonsrat hatte im Juni 2015 im Kantonalen Richtplan die Piste gar nicht eingezeichnet. Anfang September 2016 lösten sich jedoch die Gemeinden Dübendorf, Volketswil und Wangen-Brüttisellen von ihrer Maximalforderung, gar keine Aviatik mehr zuzulassen. Sie wollen aber weiterhin keinen Geschäftsflugverkehr. Dazu wurde in den drei Standortgemeinden im November 2017 eine Volksabstimmung zu einem Alternativ-Konzept durchgeführt. Der Präsident der FDP-Ortspartei Dübendorf sowie ein Kommentar in der NZZ waren der Meinung, dass diese Abstimmung gegen Grundsätze eines Rechtserlasses verstosse. Auch nach der Zustimmung in allen drei Gemeinden war unklar, wie weit dies den vom Bund geplanten Betrieb beeinflussen könnte. Der Bund hatte die Flugplatz Dübendorf AG als Betreiberin des zivilen Flugplatzes ausgewählt. Sie erhielt 2016, nach der Anpassung des Sachplans Infrastruktur Luftfahrt, den Auftrag, auf dem Areal die Bauten zu erstellen und 30 Jahre zu betreiben. Der Sieger eines Architekturwettbewerbs wurde im November 2017 bekannt gegeben.
Am 29. Juni 2018 wurde der Verein IDEA Flugplatz Dübendorf gegründet, welcher sich gemäss eigener Aussage einsetzt gegen «jede Verbauung des Flugplatzes Dübendorf, die nicht aviatischen Zwecken dient, sofern nicht durch Volksabstimmungen in den Anrainergemeinden legitimiert».
Am 14. Oktober 2020 entschied der Bundesrat, das Projekt eines Terminals für Geschäftsflugzeuge aufgrund des unrealistischen Konzepts aufzugeben und die Zusammenarbeit mit der Flugplatz Dübendorf AG einzustellen. Aufgrund der einseitigen Kündigung hatte die Flugplatz Dübendorf AG vertraglich ein Anrecht auf Entschädigung. Aufgrund der Gefährdung des geplanten Innovationsparks hatte der Zürcher Regierungsrat bereits Wochen zuvor aufgrund planungsrechtlicher Mängel eine Arbeitsgruppe gebildet. Die aviatische Nutzung seitens des Bundes wurde nicht infrage gestellt, damit trat der von den Anrainergemeinden favorisierte und per Volksabstimmung bestätigte «Flugplatz mit Unterhaltsbetrieben» wieder in den Vordergrund.

## Heutige Nutzung
Im September 2014 hatte der Bundesrat entschieden, den Militärflugplatz künftig als «ziviles Flugfeld mit Bundesbasis» zu nutzen, wodurch die «die grösste strategische Landreserve des Bundes» erhalten bliebe, sowie auf dem Areal den Bau eines Innovationsparks durch den Kanton Zürich zu ermöglichen. Die Luftwaffe betreibt auf dem Flugplatz Helikopter und Leicht- und Verbindungsflugzeuge.
Die vorgesehene Dreifachnutzung besteht aus
- dem Innovationspark im nordwestlichen Bereich. In welcher Form der Innovationspark, in dem sich verschiedenste Firmen einmieten können und der bis zu 5000 zusätzliche Arbeitsplätze generieren soll, gebaut wird, muss noch bestimmt werden. Im Frühling 2017 zogen erste Spinoffs der ETH Zürich wie die Aerotrain AG in die Halle 3 des Flughafens ein. Aerotrain entwickelt eine Zeppelin-Drohne. Weitere Professuren der ETH Zürich wollten Forschungsplätze einrichten.[48] Die weitere Überbauung des Flugplatzareals wurde vom Verwaltungsgericht des Kantons Zürich im Juli 2020 als unzulässig beurteilt und der kantonale Gestaltungsplan «Innovationspark Zürich» aufgehoben.[49] Der Zürcher Regierungsrat zog das Urteil weiter ans Bundesgericht. Dieses bestätigte 2021 die Festsetzung des kantonalen Gestaltungsplans.[50]

- einem zivilen Flugplatz mit historischer Fliegerei und Unterhaltsbetrieben auf der westlichen (Dübendorfer) Seite. Linien- und Charterflüge sind ausdrücklich nicht vorgesehen. Seit 2003 befindet sich in diesem Areal die Helikopter-Basis Rega 1 der Schweizerischen Rettungsflugwacht. Dazu kommt die Nutzung durch Polizeihelikopter.
- der «Bundesbasis Dübendorf» mit:
  - Flugsicherungszentrum der Skyguide, in dem seit 2009 der zivile Flugsicherungsdienst ATC ZRH (Air Traffic Control Zurich) und der militärische Flugsicherungsdienst ADDC (Air Defense and Directions Center) sowie seit dem 1. Januar 2021 das RCC (Rescue Coordination Centre) unter einem Dach zusammengeführt sind.[51][52] Im Komplex befindet sich die operative Führung der Luftwaffe mit der Operationszentrale (Op Zen LW).
  - Helikopterstützpunkt der Luftwaffe auf der nordöstlichen Wangener Seite
  - Lufttransportdienst des Bundes[53]
  - Spezialflugzeuge für Vermessungsflüge des Bundesamts für Landestopografie[53]
  - Die Bundesbasis Dübendorf dient auch in Zukunft für gelegentliche Einsätze aller Luftfahrzeuge (ausgenommen Kampfjets) der Luftwaffe, von Armasuisse und des BAZL.

### Weitere Nutzungen

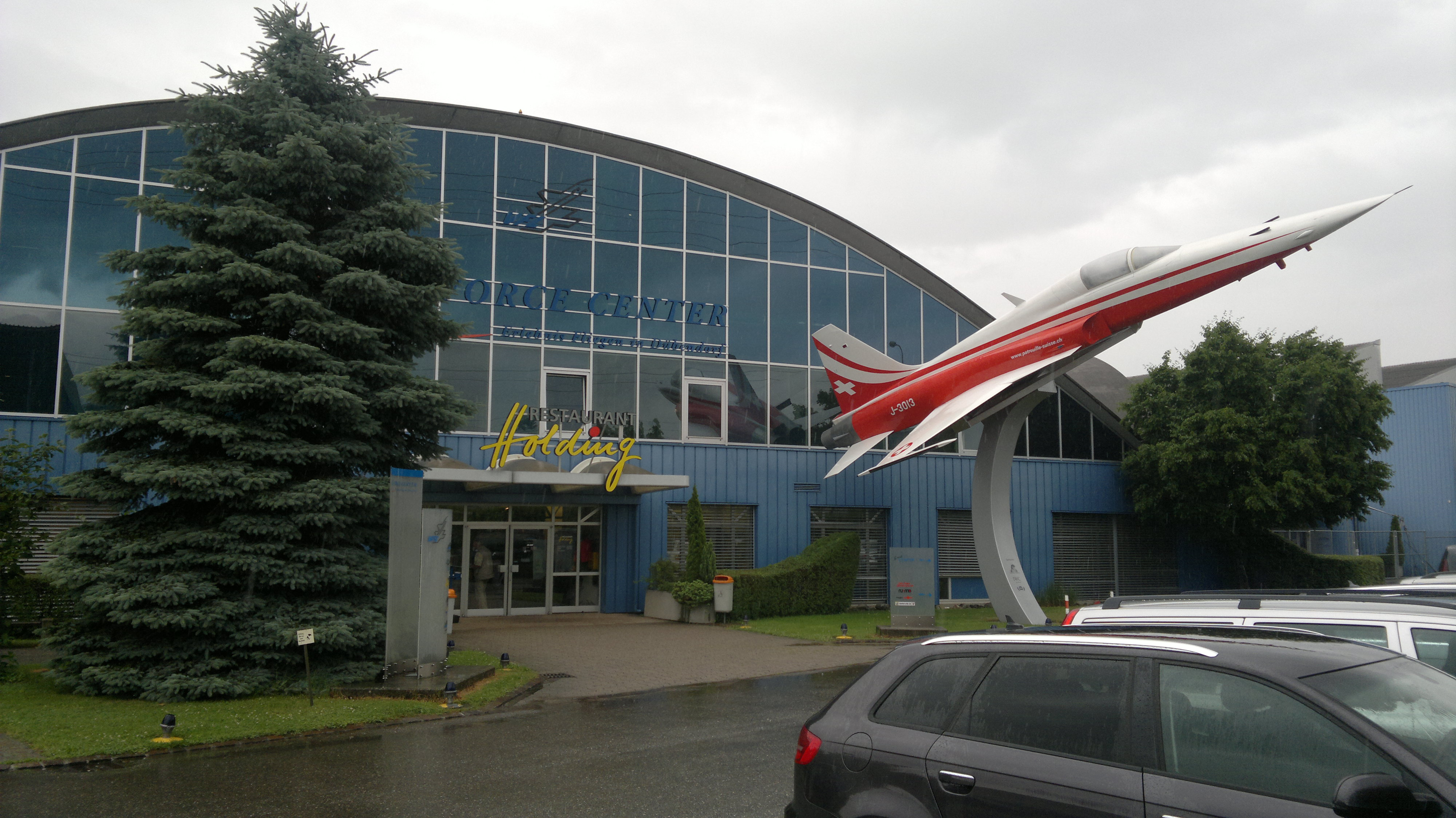
Flieger-Flab-Museum

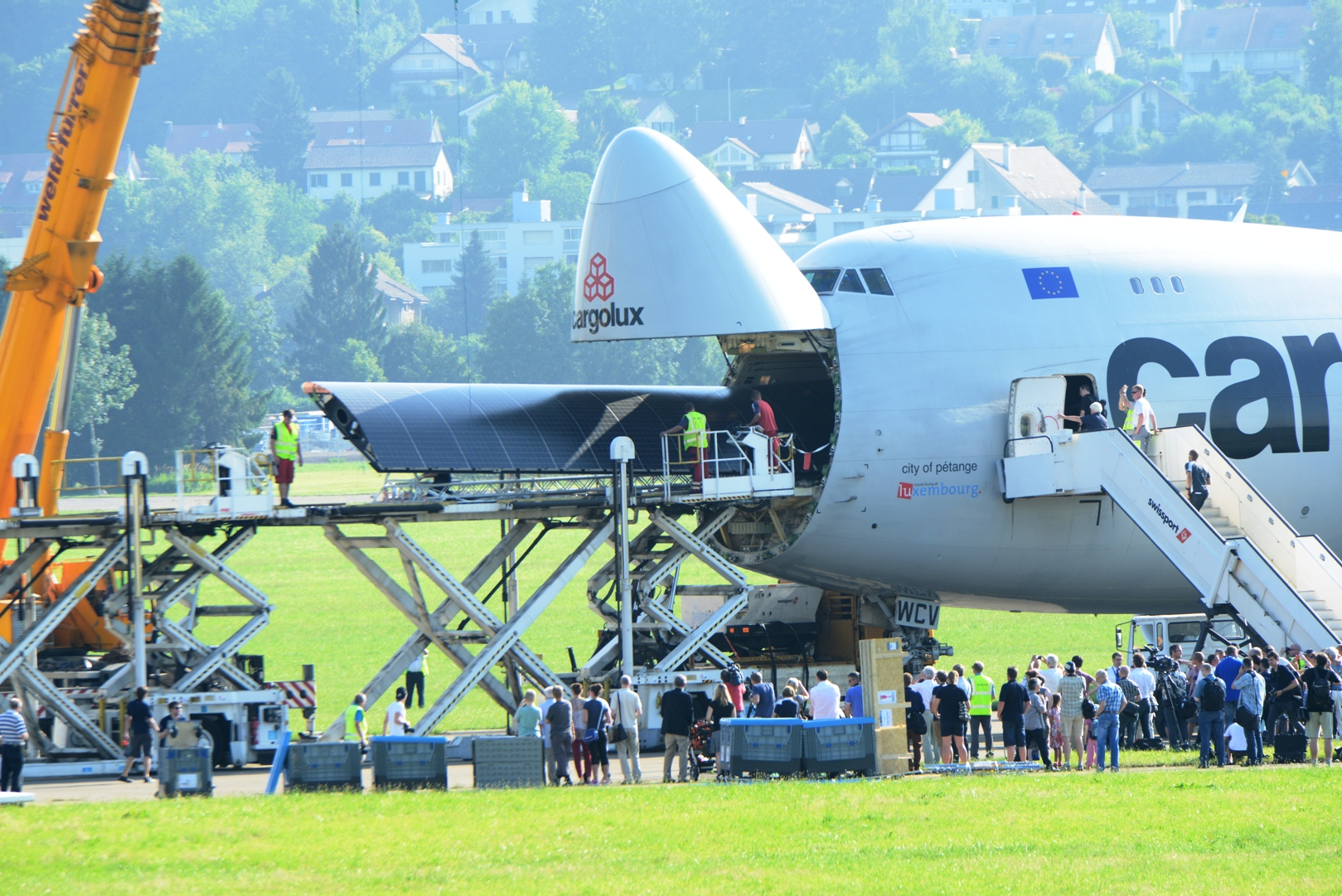
Solar Impulse wird aus der B-747F ausgeladen

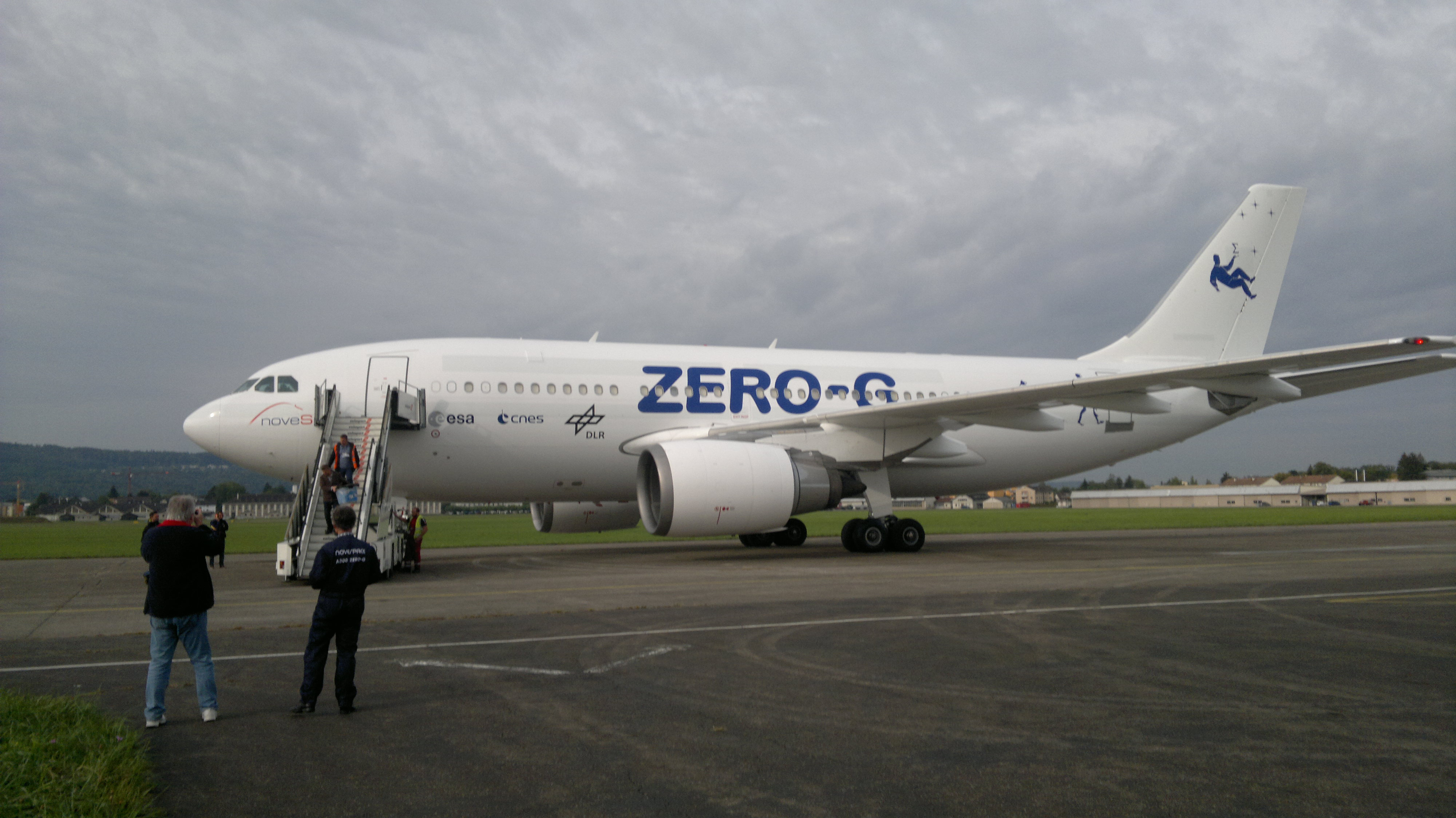
Parabelflugzeug Zero-G

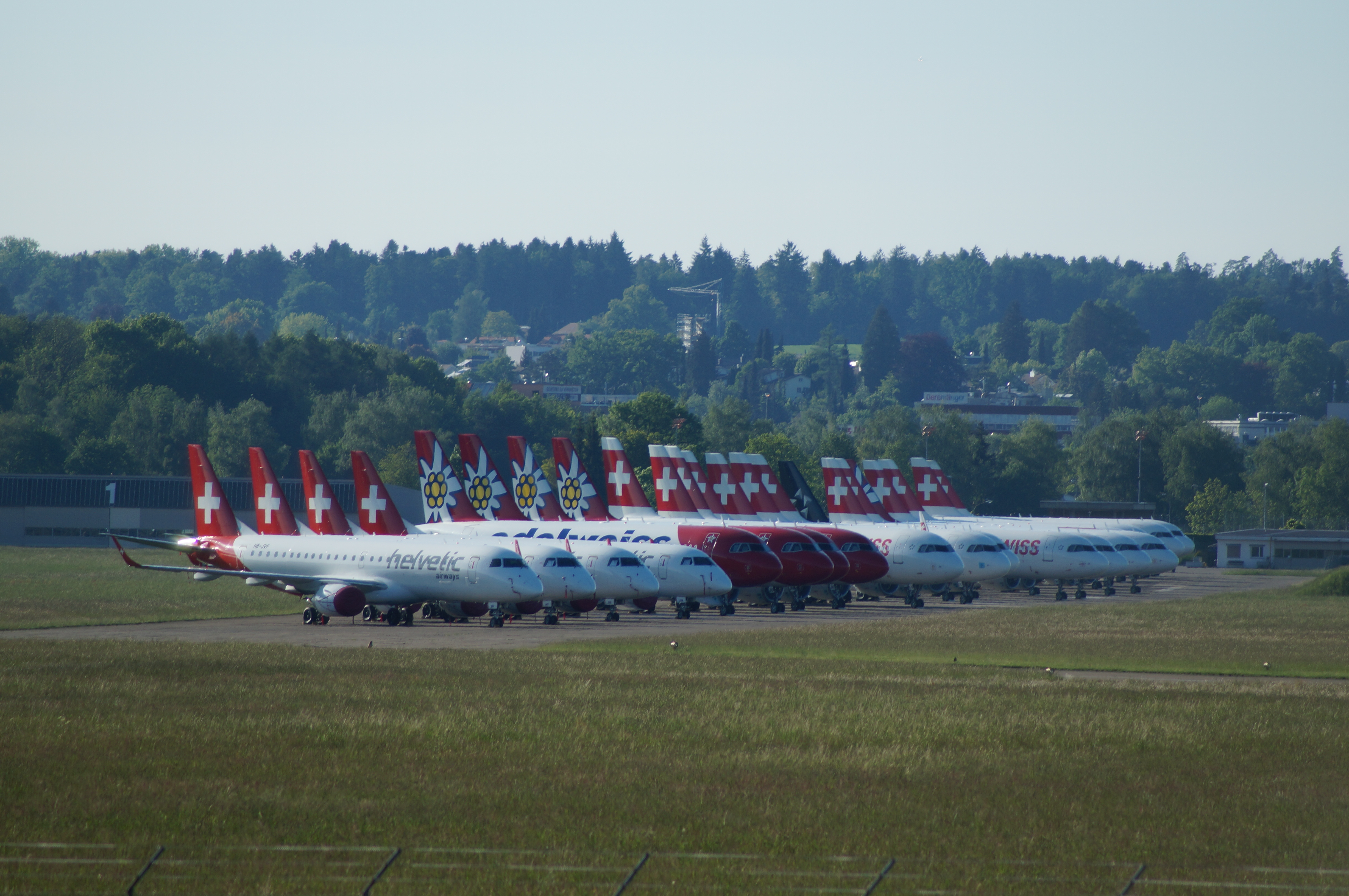
Im Frühjahr 2020 während der Corona-Pandemie abgestellte Linienflugzeuge

Eine Attraktion ist das «Air Force Center», das Flieger-Flab-Museum, welches sich auf der nunmehr «zivilen» Seite befindet. Von 1983 bis 2018 führte die im «Air Force Center» angesiedelte Ju-Air mit ihren Oldtimer-Flugzeugen Junkers Ju-52 Rund- und Charterflüge ab Dübendorf durch. Auf diesem Areal wurde auch ein Nachbau der Junkers F 13 montiert; am 9. September 2016 fand der Erstflug statt, am 15. September wurde die Maschine erstmals dem Publikum vorgeführt.
Die Universität Zürich bzw. der UZH Space Hub führen regelmässig Forschungsmissionen von Dübendorf aus. Dazu gehören Parabelflüge für Forschung und Testung, die gemeinsam mit der NASA durchgeführten AVIRIS-NG-Missionen sowie das Projekt LNAS (Low Noise Augmentation System) der Swiss SkyLab Foundation. Regelmässiger Verkehr von grossen Passagierflugzeugen ist nicht vorgesehen.

## Veranstaltungen und Ereignisse
Seit 1995 findet jeweils am ersten Sonntag im Mai auf dem Gelände der Love Ride Switzerland statt. Der Flugplatz wird dann von bis zu 8000 Motorradfahrerinnen und -fahrern in Beschlag genommen. Diese Benefiz-Veranstaltung wird zugunsten von muskelkranken Kindern durchgeführt. Am 5. August 2006 fand auf dem Gelände des Flugplatzes ein Konzert der Rolling Stones vor 65'000 Personen statt, und am 30. August 2008 trat Madonna vor 73'000 Personen auf.
Der Prototyp (HB-SIA) des Solarflugzeugs Solar Impulse machte am 3. Dezember 2009 am Flugplatz Dübendorf seinen Erstflug von 350 Meter Länge. Das Flugzeug mit 63,40 Meter Spannweite war ab Juni 2007 im Hangar des Flugplatzes gebaut worden. Ab November 2016 war das Weltumrundungsflugzeug HB-SIB in Dübendorf eingelagert; beim Verkauf 2019 hatte sich dieses Flugzeug bereits in Morges befunden und wurde später nach Spanien verbracht.
Im September 2015 startete zum ersten Mal von Schweizer Boden aus ein Grossflugzeug für ZERO-G-Parabelflüge. Diese erfolgten im Auftrag der Universität Zürich für wissenschaftliche Experimente. Der allererste öffentliche Parabelflug in der Schweiz mit der ZERO-G-Maschine, bei dem bezahlende Passagier ohne Bezug zu Experimenten teilnehmen konnten, hob im Oktober 2016 in Dübendorf ab.
Vom 19. März 2020 an wurden auf dem Militärflugplatz Dübendorf aufgrund Einschränkungen im Flugverkehr wegen der Coronavirus-Pandemie Kurz- und Mittelstreckenflugzeuge der Swiss, Edelweiss Air und Helvetic Airways abgestellt. Auf dem Gelände befand sich zudem zeitweise auch ein Drive-in-Testzentrum für SARS-CoV-2.